# Iditarod

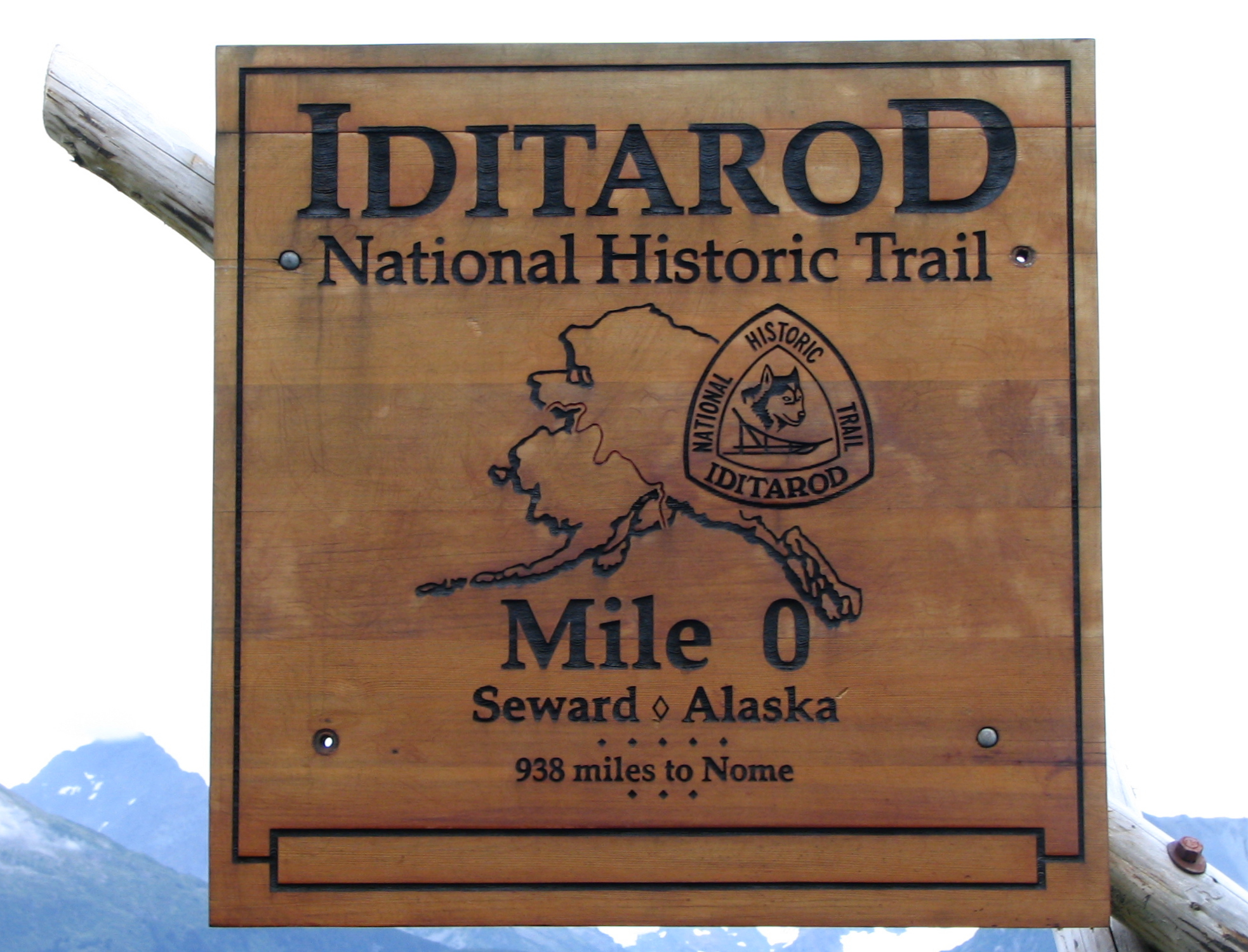
Skylt som markerar Iditarods start i Anchorage.

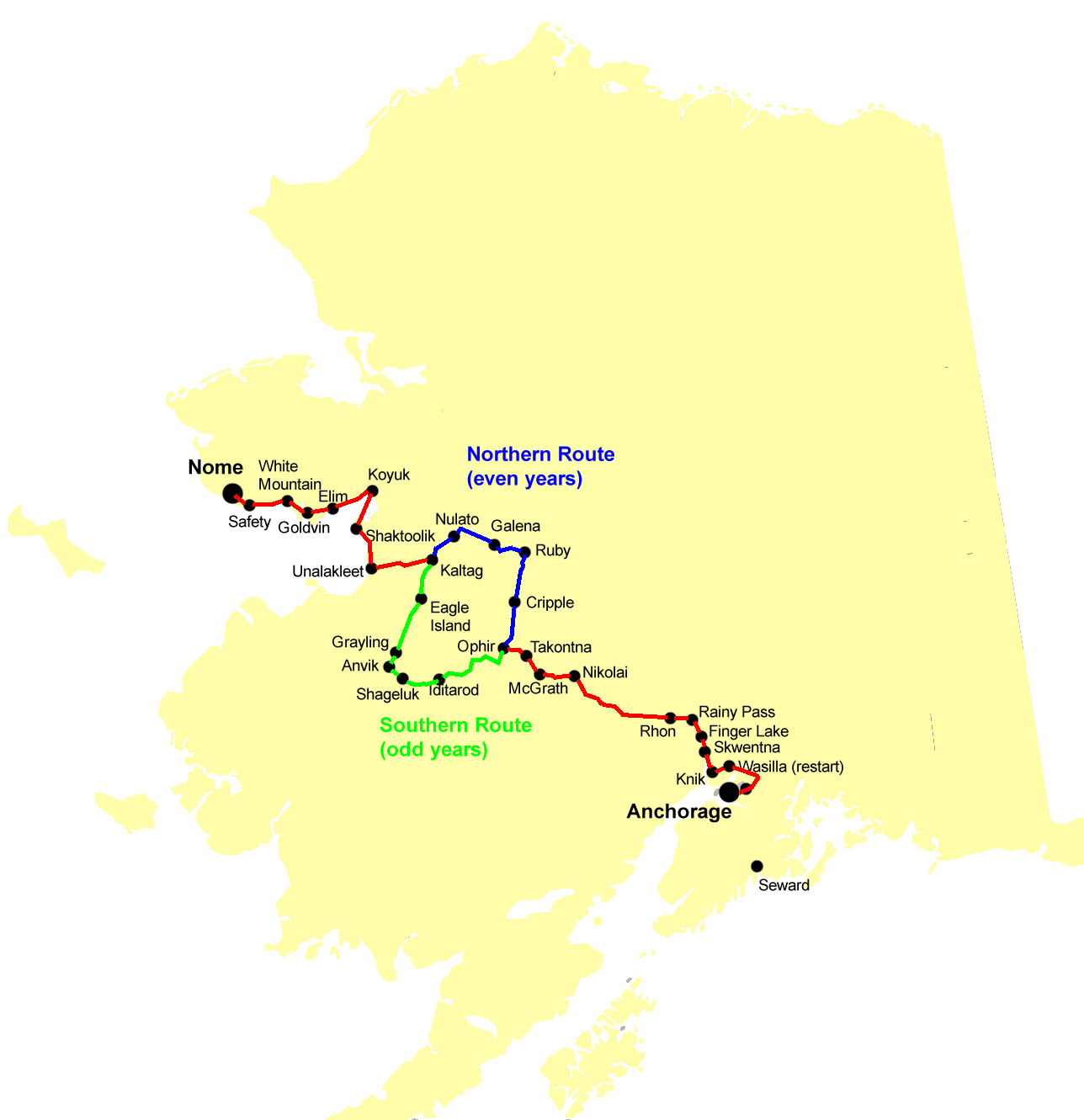
Loppets sträckning: Udda år går loppet längs den sydliga (gröna) rutten, jämna år längs den nordliga (blå).

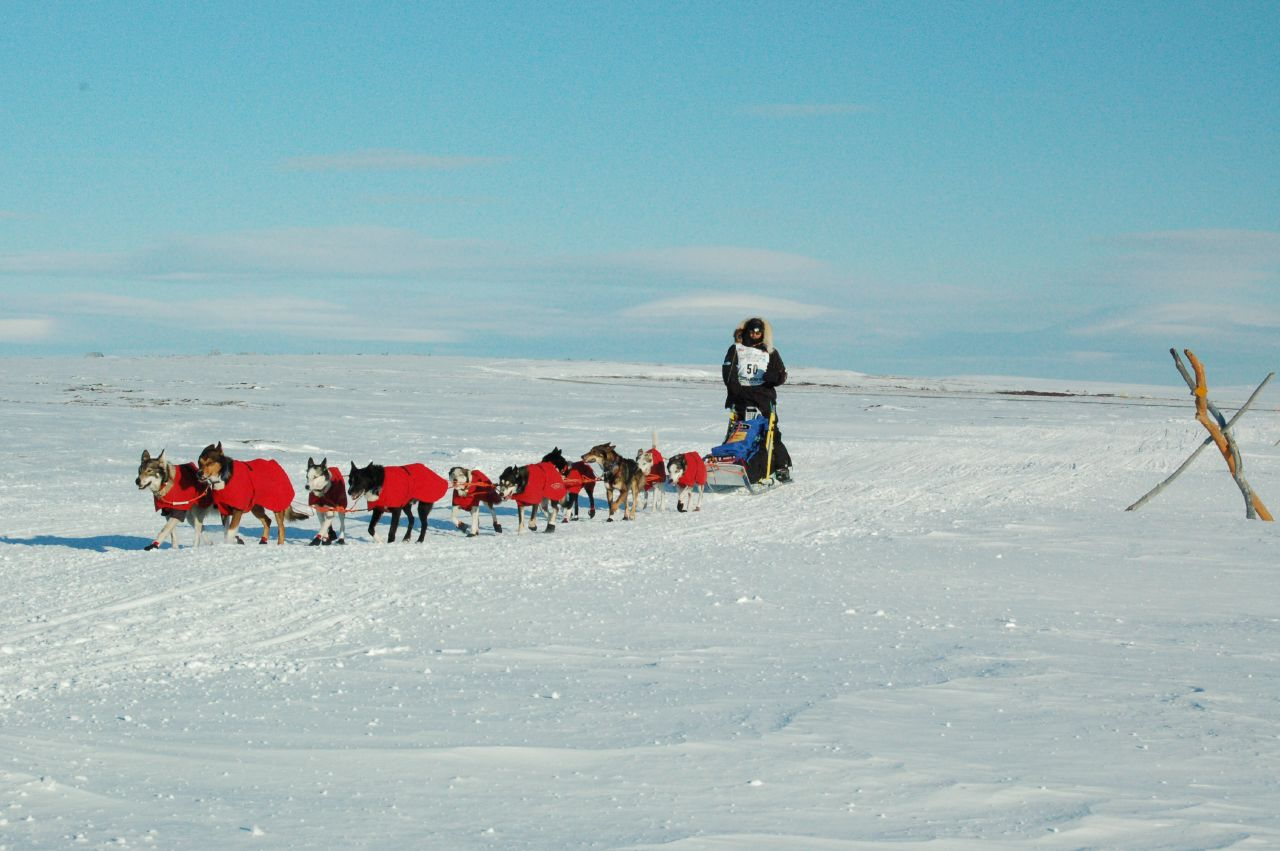
Norrmannen Robert Sørli har vunnit Iditarod två gånger.

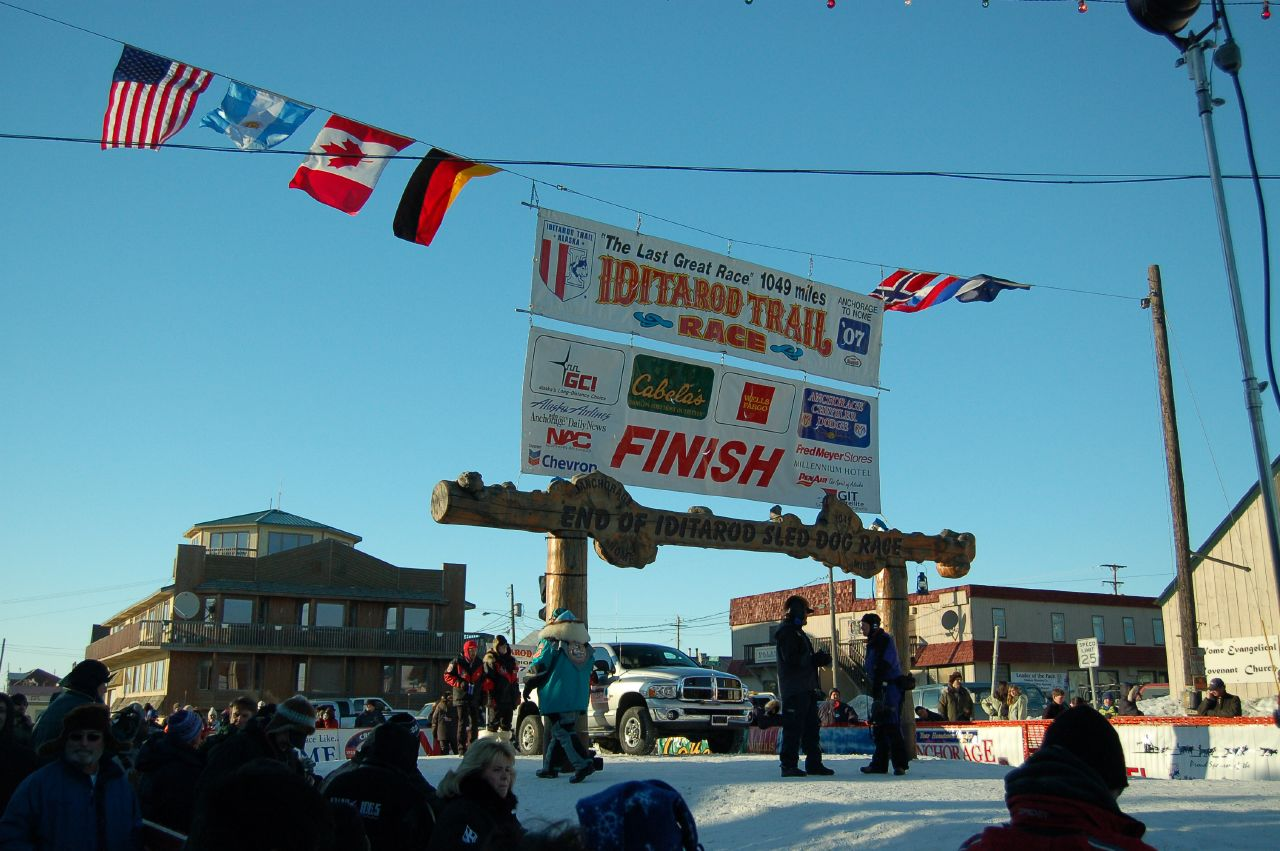
Mållinjen i Nome

Iditarod (Iditarod Trail Sled Dog Race) är en årlig amerikansk slädhundstävling som går från Anchorage till Nome i Alaska. Tävlingen har hållits sedan 1973, och sker till minne av Serumtransporten till Nome 1925. Loppet tar normalt 9-15 dagar att fullfölja, och är ett av världens mest krävande hundspannslopp.

## Vinnare
| År   | Förare              | Ledarhund(ar)              | Tid (h:m:s)        |
| ---- | ------------------- | -------------------------- | ------------------ |
| 1973 | Dick Wilmarth       | Hotfoot                    | 20 dagar, 00:49:41 |
| 1974 | Carl Huntington     | Nugget                     | 20 dagar, 15:02:07 |
| 1975 | Emmitt Peters       | Nugget och Digger          | 14 dagar, 14:43:45 |
| 1976 | Gerald Riley        | Puppy och Sugar            | 18 dagar, 22:58:17 |
| 1977 | Rick Swenson        | Andy och Old Buddy         | 16 dagar, 16:27:13 |
| 1978 | Dick Mackey         | Skipper och Shrew          | 14 dagar, 18:52:24 |
| 1979 | Rick Swenson (2)    | Quiz och Bowl              | 15 dagar, 10:37:47 |
| 1980 | Joe May             | Wilbur och Cora Gray       | 14 dagar, 07:11:51 |
| 1981 | Rick Swenson (3)    | Andy och Slick             | 12 dagar, 08:45:02 |
| 1982 | Rick Swenson (4)    | Andy                       | 16 dagar, 04:40:10 |
| 1983 | Rick Mackey         | Preacher och Jody          | 12 dagar, 14:10:44 |
| 1984 | Dean Osmar          | Red och Bullet             | 12 dagar, 15:07:33 |
| 1985 | Libby Riddles       | Axle och Dugan             | 18 dagar, 00:20:17 |
| 1986 | Susan Butcher       | Granite och Mattie         | 11 dagar, 15:06:00 |
| 1987 | Susan Butcher (2)   | Granite och Mattie         | 11 dagar, 02:05:13 |
| 1988 | Susan Butcher (3)   | Granite och Tolstoi        | 11 dagar, 11:41:40 |
| 1989 | Joe Runyan          | Rambo och Ferlin the Husky | 11 dagar, 05:24:34 |
| 1990 | Susan Butcher (4)   | Sluggo och Lightning       | 11 dagar, 01:53:23 |
| 1991 | Rick Swenson (5)    | Goose                      | 12 dagar, 16:34:39 |
| 1992 | Martin Buser        | Tyrone och D2              | 10 dagar, 19:17:15 |
| 1993 | Jeff King           | Herbie och Kitty           | 10 dagar, 15:38:15 |
| 1994 | Martin Buser (2)    | D2 och Dave                | 10 dagar, 13:05:39 |
| 1995 | Doug Swingley       | Vic och Elmer              | 10 dagar, 13:02:39 |
| 1996 | Jeff King (2)       | Jake och Booster           | 9 dagar, 05:43:13  |
| 1997 | Martin Buser (3)    | Blondie och Fearless       | 9 dagar, 08:30:45  |
| 1998 | Jeff King (3)       | Red och Jenna              | 9 dagar, 05:52:26  |
| 1999 | Doug Swingley (2)   | Stormy, Cola och Elmer     | 9 dagar, 14:31:07  |
| 2000 | Doug Swingley (3)   | Stormy och Cola            | 9 dagar, 00:58:06  |
| 2001 | Doug Swingley (4)   | Stormy och Peppy           | 9 dagar, 19:55:50  |
| 2002 | Martin Buser (4)    | Bronson                    | 8 dagar, 22:46:02  |
| 2003 | Robert Sørlie       | Tipp                       | 9 dagar, 15:47:36  |
| 2004 | Mitch Seavey        | Tread                      | 9 dagar, 12:20:22  |
| 2005 | Robert Sørlie (2)   | Sox och Blue               | 9 dagar, 18:39:30  |
| 2006 | Jeff King (4)       | Salem och Bronte           | 9 dagar, 11:11:36  |
| 2007 | Lance Mackey        | Larry och Lippy            | 9 dagar, 05:08:41  |
| 2008 | Lance Mackey (2)    | Larry och Hobo             | 9 dagar, 11:46:48  |
| 2009 | Lance Mackey (3)    | Larry och Maple            | 9 dagar, 21:38:46  |
| 2010 | Lance Mackey (4)    | Maple                      | 8 dagar, 23:59:09  |
| 2011 | John Baker          | Velvet och Snickers        | 8 dagar, 18:46:39  |
| 2012 | Dallas Seavey       | Guinness och Diesel        | 9 dagar, 04:29:26  |
| 2013 | Mitch Seavey (2)    | Tanner och Taurus          | 9 dagar, 07:39:56  |
| 2014 | Dallas Seavey (2)   | Beetle och Reef            | 8 dagar, 13:04:19  |
| 2015 | Dallas Seavey (3)   | Reef och Hero              | 8 dagar, 18:13:06  |
| 2016 | Dallas Seavey (4)   | Reef och Tide              | 8 dagar, 11:20:16  |
| 2017 | Mitch Seavey (3)    | Pilot and Crisp            | 8 dagar, 03:40:13  |
| 2018 | Joar Leifseth Ulsom | Russeren and Olive         | 9 dagar, 12:00:00  |
| 2019 | Peter Kaiser        | Russeren and Olive         | 9 dagar, 12:39:06  |
| 2020 | Thomas Waerner      | K2 and Bark                | 9 dagar, 10:37:47  |

Vinnare av fler än tre lopp
| Vinnare       | Antal vinster | År                 |
| ------------- | ------------- | ------------------ |
| Rick Swenson  | 5             | 77, 79, 81, 82, 91 |
| Susan Butcher | 4             | 86, 87, 88, 90     |
| Martin Buser  | 4             | 92, 94, 97, 02     |
| Doug Swingley | 4             | 95, 99, 00, 01     |
| Jeff King     | 4             | 93, 96, 98, 06     |
| Lance Mackey  | 4             | 07, 08, 09, 10     |